# Крисфілд (Меріленд)
Крисфілд (англ. Crisfield) — місто (англ. city) в США, в окрузі Сомерсет штату Меріленд. Населення — 2475 осіб (2020).

## Географія
Крисфілд розташований за координатами 37°58′30″ пн. ш. 75°51′30″ зх. д. / 37.97500° пн. ш. 75.85833° зх. д. (37.974908, -75.858269).  За даними Бюро перепису населення США в 2010 році місто мало площу 7,92 км², з яких 4,20 км² — суходіл та 3,72 км² — водойми.

### Клімат
| Клімат : Крисфілд       | Клімат : Крисфілд | Клімат : Крисфілд | Клімат : Крисфілд | Клімат : Крисфілд | Клімат : Крисфілд | Клімат : Крисфілд | Клімат : Крисфілд | Клімат : Крисфілд | Клімат : Крисфілд | Клімат : Крисфілд | Клімат : Крисфілд | Клімат : Крисфілд | Клімат : Крисфілд |
| Показник                | Січ.              | Лют.              | Бер.              | Квіт.             | Трав.             | Черв.             | Лип.              | Серп.             | Вер.              | Жовт.             | Лист.             | Груд.             | Рік               |
| Абсолютний максимум, °C | 17,8              | 20,6              | 25,0              | 30,6              | 32,8              | 33,3              | 37,2              | 36,7              | 33,3              | 32,2              | 25,6              | 21,7              | 37,2              |
| Середній максимум, °C   | 6,7               | 8,3               | 12,8              | 18,3              | 23,3              | 27,8              | 30,6              | 29,4              | 26,1              | 20,6              | 14,4              | 9,4               | 19,0              |
| Середній мінімум, °C    | −1,1              | −0,6              | 3,3               | 8,9               | 13,9              | 18,9              | 21,7              | 21,7              | 17,8              | 11,7              | 6,1               | 1,1               | 10,3              |
| Абсолютний мінімум, °C  | −18,3             | −16,1             | −12,2             | −2,8              | 3,3               | 7,8               | 10,6              | 10,0              | 7,2               | −1,1              | −5,6              | −13,9             | −18,3             |
| Норма опадів, мм        | 83                | 76                | 109               | 71                | 79                | 72                | 105               | 105               | 70                | 71                | 71                | 64                | 976               |
| ----------------------- | ----------------- | ----------------- | ----------------- | ----------------- | ----------------- | ----------------- | ----------------- | ----------------- | ----------------- | ----------------- | ----------------- | ----------------- | ----------------- |
| Джерело: Weather.com    |                   |                   |                   |                   |                   |                   |                   |                   |                   |                   |                   |                   |                   |

## Демографія
Згідно з переписом 2010 року, у місті мешкало 2726 осіб у 1113 домогосподарствах у складі 667 родин. Густота населення становила 344 особи/км².  Було 1531 помешкання (193/км²).
Расовий склад населення:
| - 59,0 % — білих - 36,4 % — чорних або афроамериканців - 0,6 % — корінних американців - 0,5 % — азіатів - 1,3 % — осіб інших рас |

До двох чи більше рас належало 2,3 %. Частка іспаномовних становила 3,7 % від усіх жителів.
За віковим діапазоном населення розподілялося таким чином: 27,8 % — особи молодші 18 років, 54,5 % — особи у віці 18—64 років, 17,7 % — особи у віці 65 років та старші. Медіана віку мешканця становила 38,4 року. На 100 осіб жіночої статі у місті припадало 78,6 чоловіків;  на 100 жінок у віці від 18 років та старших — 72,3 чоловіків також старших 18 років.
Середній дохід на одне домашнє господарство  становив 38 893 долари США (медіана — 29 208), а середній дохід на одну сім'ю — 39 905 доларів (медіана — 31 023). Медіана доходів становила 32 464 долари для чоловіків та 21 949 доларів для жінок. За межею бідності перебувало 44,6 % осіб, у тому числі 79,1 % дітей у віці до 18 років та 16,7 % осіб у віці 65 років та старших.
Цивільне працевлаштоване населення становило 844 особи. Основні галузі зайнятості: освіта, охорона здоров'я та соціальна допомога — 29,5 %, роздрібна торгівля — 10,9 %, оптова торгівля — 10,0 %, виробництво — 9,7 %.